# 오영실
오영실(1965년 1월 30일~)은 대한민국의 아나운서 출신의 배우이자 방송인이다.

## 생애
- 1965년 1월 30일 서울특별시 영등포구(지금의 동작구)의 동작동에서 아버지 오희영(1932. 10. 10 ~ 1970. 6. 17)과 어머니 천수임 사이에서 태어났다.
- 아버지 오희영은 갑종간부후보생으로 대한민국 육군에 입대한 장교 출신으로, 주월한국군사령부 군사정보부대 소속 중령으로 베트남 전쟁에 참전했다가 1970년 6월 17일 호찌민 시 부근에서 첩보 수집 중에 차량 전복 사고로 순직했다.
- 한 달 뒤인 7월 29일 유해가 국내로 봉환되어 국립서울현충원 51묘역에 안장되었다.

- 1987년 KBS 공채 아나운서 15기로 아나운서 경력을 시작했으며 가요톱10을 위시한 예능프로그램은 물론 TV유치원부터 9시뉴스 주말앵커까지 아나운서가 할 수 있는 거의 모든 분야에서 활동했다.
- 본인 말로는 서서 하는 프로그램은 열린음악회 빼고는 다 해본 것 같다고. 1997년 육아를 위해 퇴사한 뒤 프리랜서 아나운서로 활동했다.

- 2008년 SBS 아내의 유혹에서 정하늘 역을 연기하면서 사실상 연기자로 전업했다.
- 따라서 그 시점부터는 아나테이너(아나운서+엔터테이너)라고 할 수 있다.
- 참고로 정하늘이 연기 첫 데뷔 캐릭터였는데 지적장애 캐릭터여서 처음 연기하기엔 부담스러웠으나 완벽하게 잘 소화해내어 큰 호평을 얻었다.

- 2010년 갑상선암으로 수술을 받고 완치되었으며 이후에도 조연으로 꾸준히 활동 중이다.

- MBC 복면가왕 96차 경연에서 나의 1승을 알리지 말라! 광화문광장으로 나와 스앵님! 우리 애 꼭 월스트리트 가야해요! 월스트리트와 같이 이상우의 '그녀를 만나기 100m 전'을 부른 다음 김지연의 '찬 바람이 불면'을 부르면서 정체를 밝혔다.

- 2010년대 중반부터 소처럼 일한다는 표현이 어색하지 않을 정도로 어마어마한 활동량을 자랑하고 있다.
- 특히 힘들기로 유명한 일일드라마를 방송사를 교대해가며 연속 출연하고 있다.
- 본관은 해주(海州)이며, 신장은 159cm이고 체중은 49kg이다.
- 서울에서 출생하였으며 경기도 시흥군 과천면에서 잠시 유년기를 보낸 적이 있다.
- 1987년 KBS 15기 공채 아나운서로 입사하여 여러 프로그램을 진행하였으며, 1990년 서울대학교병원 전공의였던 현재의 남편과 결혼하여 슬하 2남을 두었다.
- 이후 육아 문제 등으로 1997년 4월에 KBS를 퇴사하였으며, 퇴사 이후에는 프리랜서 활동을 하고 있다.
- 2008년 ~ 2009년에는 텔레비전 드라마 《아내의 유혹》에 출연하여 활동 영역을 배우 분야로 넓혔는데 이 작품에서 백미인 역으로 나온 금보라는 오영실의 중학교 1년 후배인 개그맨 김국진과 함께 MBC 《진짜 진짜 좋아해》에서[1] 호흡을 맞추기도 했다.
- 2010년 갑상선암으로 수술을 받았으나 이후 완쾌되어 다시 활발히 활약하고 있다.

## 학력
- 서울흑석국민학교 (졸업)
- 이화여자대학교 사범대학 부속 이화·금란중학교 (졸업)
- 중앙대학교 사범대학 부속여자고등학교 (졸업)
- 홍익대학교 금속공예학과 (졸업)

## 비학위 수료
- 고려대학교 정책대학원(석사과정 수료)

## 출연작

### 텔레비전 드라마
- 2008년 SBS 일일드라마 《아내의 유혹》 ... 정하늘 역
- 2009년 KBS 월화드라마 《공주가 돌아왔다》 ... 나봉선 역
- 2009년 SBS 월화드라마 《천사의 유혹》 ... 양평 별장의 이웃 주민 역 (특별출연)
- 2010년 MBC 주말연속극 《민들레 가족》 ... 이재경 역
- 2011년~2012년 SBS 일일드라마 《내 딸 꽃님이》 ... 오미숙 역
- 2012년 MBC 일일연속극 《그대 없인 못 살아》 ... 이연자 역
- 2012년 KBS2 월화드라마 《학교 2013》 ... 유난희 역
- 2013년 MBC 수목드라마 《남자가 사랑할 때》 ... 최선애 역
- 2013년 JTBC 일일드라마 《더 이상은 못 참아》 ... 황선애 역
- 2013년 TvN 일일시트콤 《감자별 2013QR3》 ... 길선자 역
- 2014년 SBS 드라마스페셜 《너희들은 포위됐다》 ... 장향숙 역
- 2014년 SBS 주말극장 《모던파머》 ... 김순분 역
- 2014년 KBS2 단막극 《드라마 스페셜 - 내가 술을 마시는 이유》 ... 오미숙 역
- 2015년 tvN 월화드라마 《호구의 사랑》 ... 목경진 역
- 2015년 SBS 아침연속극 《어머님은 내 며느리》 ... 김염순 역
- 2016년 KBS2 저녁일일드라마 《천상의 약속》 ... 오만정 역
- 2016년 MBC 일일특별기획 《황금주머니》 ... 김추자 역
- 2017년 KBS2 월화드라마 《쌈 마이웨이》 ... 주만의 어머니 역 (특별출연)
- 2017년 SBS 아침연속극 《해피시스터즈》 ... 양혜정 역
- 2018년 JTBC 월화드라마 《제3의 매력》 ... 준영의 어머니 역 (특별출연)
- 2019년 MBC 수목드라마 《봄이 오나 봄》 ... 안젤리나 수녀 역 (특별출연)
- 2019년 SBS 월화드라마 《초면에 사랑합니다》 ... 청소부 역 (특별출연)
- 2020년 KBS2 저녁일일드라마 《위험한 약속》 ... 민주란 역
- 2020년 JTBC 수목드라마 《쌍갑포차》 ... 삼신 역 (특별출연)
- 2020년 SBS 금토드라마《앨리스》 ... 태이 모 역
- 2021년 MBC 일일드라마 《밥이 되어라》... 세진 역
- 2021년 KBS2 주말드라마 《신사와 아가씨》 ... 정 여사 역 (특별출연)
- 2021년 KBS2 저녁일일드라마 《사랑의 꽈배기》 ... 황미자 역
- 2023년 MBC 금토드라마 《꼭두의 계절》 ... 오경승 역
- 2024년 KBS2 주말드라마 《다리미 패밀리》 … 배해자 역
- 2025년 KBS1 일일드라마 《대운을 잡아라》 … 이혜숙 역

### 텔레비전 프로그램
- KBS1 《퀴즈탐험 신비의 세계》
- KBS1 《TV는 사랑을 싣고》
- KBS1 《아침마당》
- KBS1 《TV유치원 하나 둘 셋》
- KBS1 《KBS 뉴스 9》주말
- KBS2 《비타민》
- KBS2 《여유만만》
- KBS2 《가족오락관》
- KBS2 《사랑의 가족》
- KBS2 《엄마와 함께 동화나라로》
- KBS2 《가요톱10》
- MBC 《세바퀴》
- SBS 《2001 SBS 신인 개그맨 공채 선발 대회》
- SBS 《강심장》
- SBS 《좋은 아침》
- SBS 《대결! 스타 셰프》
- EBS 《English Book Club》
- EBS 《얼쑤! 한국어 쇼》
- EBS 《EBS 문화센터》
- EBS 《토크쇼 부모 고수다》
- KNN 《사투리쇼 얼룩말》
- tvN 《현장 토크쇼 택시》
- MBN 《속풀이쇼 동치미》
- 채널A 《구원의 밥상》
- 동아TV 《비바 웨딩》
- MBC 미스터리 음악쇼 복면가왕 - 나의 1승을 알리지 말라! 광화문광장 (참가자)

### 라디오 프로그램
- 2015년 EBS FM 《EBS 책 읽는 라디오 낭독 시리즈》

### CF 광고
- 매일유업 (맘마밀, 매일맘마, 뼈로 가는 칼슘분유 등)
- 현대약품 태권왕 강태풍
- 유한킴벌리 뽀삐 플러스
- 한국가스안전공사 휴대용 가스레인지 사용방법 편
- 뉴 슈퍼 마리오브라더스 Wii (한국닌텐도)
- 바이온텍 알칼리이온수기

## 저서

### 수필
- 《오영실의 간식나라》(1999년, 웅진출판)

## 수상 경력
- 2009년 SBS 연기대상 뉴 스타상

## 가족 관계
- 배우자: 남석진(1961년~ )
  - 장남: 남혁수(1991년~ )
  - 차남: 남종수(1994년~ )

## 참고 사항
- KBS 드라마본부의 곽기원 PD와는 KBS 공채 15기로 입사한 동기다.